# Kepler-20 c
Kepler-20c è un pianeta extrasolare che orbita attorno alla stella Kepler-20, distante 945 anni luce (290 parsec) dal nostro sistema solare, nella costellazione della Lira. La sua massa è all'incirca 16 volte quella terrestre, quasi quanto quella di Nettuno, collocandolo in una categoria intermedia tra i pianeti terrestri e i giganti gassosi.